# Стари надгробни споменици у Угриновцима
Стари надгробни споменици у Угриновцима (Општина Горњи Милановац) груписани су у две веће споменичке групе на локалним гробљима, значајне за проучавање генезе локалног становништва.

## Угриновци
Село Угриновци налази се у северном делу Општине Горњи Милановац. Граничи се са атарима села Крива Река, Рељинци, Трудељ, Козељ, Штавица и Бољковци. Село је разбијеног је типа. Има варошицу (Центар) и још четири засеока: Мотика, Липет, Голубац и Лисине. Кроз село пролази Ибарска магистрала, а некада је овуда водила и траса пруге уског колосека Београд-Сарајево.
У турским пописима из 1525. и 1528. године село се помиње као Угриновац. Сматра се да је добило назив по Угрима који су се у средњем веку борили за превласт на овим просторима. Ново насељавање становништва извршено је у време Првог српског устанка са подручја Старог Влаха, Босне и околине Ужица. Сеоска слава је Мали Спасовдан.

## Гробља
Постоје два сеоска гробља: „Радоичића” гробље (ближе Љигу) и гробље на брду изнад варошице. На оба су заступљени сви типови надгробних обележја карактеристични за руднички крај и временски распон од почетка 19. до половине 20. века.

### Стари споменици на гробљу изнад варошице
Стари, доњи део гробља је простран и добро одржаван.

### Крајпуташи
У близини Ибарске магистрале постоји већи број крајпуташа.